# Comuna Sîraii, Kozeleț
Sîraii (în ucraineană Сираї) este o comună în raionul Kozeleț, regiunea Cernihiv, Ucraina, formată din satele Karpekî, Sîraii (reședința) și Sokîrîn.

## Demografie
Componența lingvistică a comunei Sîraii
     Ucraineană (98,89%)
     Alte limbi (1,1%)
Conform recensământului din 2001, majoritatea populației comunei Sîraii era vorbitoare de ucraineană (98,89%), existând în minoritate și vorbitori de alte limbi.